# Beniamino Vignola
Beniamino Vignola (* 12. Juni 1959 in Verona, Italien) ist ein ehemaliger italienischer Fußballspieler.
Während seiner aktiven Laufbahn war er Mittelfeldspieler und konnte unter anderem zwei Europapokalsiege feiern.

## Karriere
Beniamino Vignola begann seine Karriere beim Verein seiner Heimatstadt, Hellas Verona, für die er 1978 in der Serie A debütierte. Im Jahr 1980 wechselte er zur US Avellino, wo er drei Spielzeiten unter Vertrag stand.
Im Sommer 1983 wurde Vignola schließlich vom italienischen Rekordmeister Juventus Turin verpflichtet. Mit Juve gewann er unter Trainer Giovanni Trapattoni eine italienische Meisterschaft, den Europapokal der Pokalsieger, den Europapokal der Landesmeister sowie den Europäischen Supercup. Im Finale des Europapokals der Pokalsieger gelang ihm dabei sogar das entscheidende Tor zum 2:1 gegen den FC Porto. Die Saison 1985/86 verbrachte er bei Hellas Verona, die beiden folgenden Spielzeiten wieder bei Juventus.
Im Jahr 1988 wechselte Beniamino Vignola zum FC Empoli in die Serie B, mit dem er jedoch den Abstieg in die Serie C1 nicht verhindern konnte. Am Ende der Saison 1991/92 beendete Vignola seine Karriere in der Serie C2 bei der AC Mantova.

## Erfolge
- Italienische Meisterschaft: 1983/84
- Europapokal der Pokalsieger: 1983/84
- Europapokal der Landesmeister: 1984/85
- Europäischen Supercup: 1985